# Musri
Musri (Muṣri) – kraina leżąca na wschód o rzeki Tygrys, wzmiankowana w źródłach asyryjskich z II i początku I tys. p.n.e.
Kraina ta podbita została przez asyryjskiego króla Aszur-uballita I (1365-1330 p.n.e.), a wstępnie dołączona do państwa asyryjskiego. Za rządów Salmanasara I (1274-1245 p.n.e.) wybuchł tam bunt, który doprowadził do asyryjskiej inwazji zakończonej zdobyciem i zniszczeniem miasta Arinu, głównego miasta tej krainy. Kraina Musri zbuntowała się ponownie za rządów Tiglat-Pilesera I (1114-1076 p.n.e.), który wkroczył ze swą armią na jej terytorium i obległ Arinu. Tym razem mieszkańcy miasta sami poddali się królowi asyryjskiemu, który oszczędził Arinu, nakładając na jego mieszkańców coroczny trybut. W późniejszym okresie wyprawy wojenne przeciw Musri prowadzili też królowie Aszur-bel-kala (1073-1056 p.n.e.) i Aszur-dan II (934-912 p.n.e.).
Nazwa krainy wiąże się na pewno z górą Musri/Musur, wzmiankowaną w tekstach nowoasyryjskich. Sargon II (722-705 p.n.e.) w swych inskrypcjach twierdzi, iż wzniósł swe nowe miasto, Dur-Szarrukin, u podnóża góry Musri, natomiast Sennacheryb (704-681 p.n.e.) wykorzystał źródła w tej górze przy budowie nowego systemu doprowadzającego wodę do Niniwy.